# Dune di Sovereto
Dune di Sovereto este o arie protejată (arie specială de conservare — SAC, sit de importanță comunitară — SCI) din Italia întinsă pe o suprafață de 104 ha, integral pe uscat.

## Localizare
Centrul sitului Dune di Sovereto este situat la coordonatele 38°55′18″N 17°03′34″E / 38.921667°N 17.059444°E.

## Înființare
Situl Dune di Sovereto a fost declarat sit de importanță comunitară în septembrie 1995 pentru a proteja un număr necunoscut de specii din flora spontană și fauna sălbatică aflate în arealul zonei. Situl a fost protejat și ca arie specială de conservare în iunie 2017.

## Biodiversitate
Situată în ecoregiunea mediteraneană, aria protejată conține 12 habitate naturale: Dune împădurite cu Pinus pinea și/sau Pinus pinaster, Pseudostepă cu ierburi și specii anuale de Thero-Brachypodietea, Dune cu vegetație ierboasă Brachypodietalia cu specii anuale, Dune mobile cu vegetație embrionară, Dune de pe litoral fixate cu Crucianellion maritimae, Vegetație anuală la limita mareei, Dune de coastă cu Juniperus spp., Dune cu vegetație ierboasă Malcolmietalia, Faleze cu vegetație de Limonium spp. endemic de pe coastele mediteraneene, Dune cu tufărișuri sclerofile Cisto-Lavenduletalia, Dune mobile de-a lungul țărmului cu Ammophila arenaria („dune albe”), Tufărișuri halo-nitrofile (Pegano-Salsoletea).
La baza desemnării sitului se află un număr nedeclarat de specii protejate.
Pe lângă speciile protejate, pe teritoriul sitului au mai fost identificate 6 specii de plante.